# Novyj Kalyniv
Novyj Kalyniv (ukrajinsky Новий Калинів, rusky Новый Калинов – Novyj Kalinov) je město v Lvovské oblasti na Ukrajině. K roku 2004 v něm žilo přes tři tisíce obyvatel.

## Poloha
Novyj Kalyniv leží u východního okraje Lvovské oblasti v Sambirském rajónu jen pár desítek kilometrů od polsko-ukrajinské hranice. Od Lvova, správního střediska oblasti, je vzdálen přibližně šedesát kilometrů jihozápadně.

## Dějiny
Novyj Kalyniv byl založen v roce 1951 jako civilní zázemí pro personál stejnojmenné letecké základny. Základna i město jsou přitom pojmenovány podle Kalyniva, menší vesničky ležící jižně od města.
Městem je Novyj Kalyniv od roku 2005.